# Río Quito
Río Quito è un comune della Colombia facente parte del dipartimento di Chocó.
Il centro abitato venne fondato da Nicomedes Palacios, Bartolomé e Celestino Romaña nel 1801, mentre l'istituzione del comune è del 25 aprile 1999.